# Будители
Буди́тели (чеш. buditelé, словац. buditelia, словен. buditelj и болг. будители, буквально — «пробуждающие») — активисты национального, культурного и языкового возрождения в среде славянских народов, основа славянской интеллигенции новых суверенных славянских государств. Идеи «будителей» получили широкое распространение в славянских землях Восточной и Южной Европы в XVIII — XIX веках. Именно они легли в основу борьбы славянских народов за создание независимых национальных государств. Наиболее актуальными и вместе с тем наиболее радикальными идеи «будителей» были в периферийных регионах, ущемлённых в результате долгого иноэтничного давления — в Чехии и Словении в условиях многовекового  засилья немецкого языка и культуры, в Словакии и Подкарпатской Руси в условиях жёсткого венгерского давления, в Болгарии — в условиях многовекового османского ига.
Как для чешских, там затем и для болгарских и русинских будителей был характерен особенно глубокий интерес к истории и культуре древнеславянских народов. Особое внимание они уделяли истории, культуре и языку.

## В отдельных странах

### Чешские
Наиболее ранним проявлением будительства стало так называемое «чешское возрождение» конца XVIII века. Пользуясь благоприятными демографическими процессами (высокий естественный прирост и активное переселение сельских чехов в некогда почти полностью немецкоязычные города) чешские учёные и писатели начали активно возрождать литературу, науку, культуру и всю вертикаль образования на чешском языке несмотря на противодействие Габсбургов. Наиболее известными чешскими будетелями стали историки и филологи Геласий Добнер, Франтишек Мартин Пельцль, Йосеф Добровский, Йозеф Юнгман, Франтишек Палацкий, Павел Йозеф Шафарик, Вацлав Ганка, издатель Вацлав Матей Крамериус, писатели, поэты и драматурги Антонин Марек, Себастиан Гневковский, Антонин Ярослав Пухмайер, Йозеф Каэтан Тыл, Антонин Махек, Ян Сватоплук Пресль, биолог Ян Эвангелиста Пуркине и прочие.

### Болгарские
Несколько позже, в середине XIX века, активизировались группы болгарских будителей, которые черпали своё вдохновении в обращении к древним православным традициям болгар несмотря на исламское давление со стороны Стамбула. К 1860 году болгарское духовенство сумело добиться признания отдельной Болгарской экзархии, что ослабило влияние греков-фанариотов, воспринимавших славян как конкурентов в борьбе за ограниченные для христиан ресурсы Османской империи. Благодаря болгарским будителям в османской Болгарии всё же возродился болгарский театр, появились научные и литературные жанры на болгарском языке. В 1909 году болгарское правительство объявило 1 ноября праздничным Днём будителя в Болгарии.
Среди известных болгарских народных будителей Паисий Хилендарский, Софроний Врачанский, Иван Вазов, Григорий Цамблак, Константин Костенецкий, Владислав Грамматик, Матей Грамматик, Иоанн Рыльский, Неофит Бозвели, Иван Селиминский, Иларион Макариопольский, братья Димитр и Константин Миладиновы, Георгий Раковский, Васил Левский, Христо Ботев, Стефан Караджа, Хаджи Димитр, Любен Каравелов, Добри Чинтулов и многие другие.

### Русинские
В середине XIX века у закарпатских русинов начался общий для большинства народов Центральной и Южной Европы того времени процесс «национального возрождения». Карпаторусские «будители» (Александр Духнович, Александр Павлович, Адольф Добрянский, Александр Митрак, Иван Сильвай и другие) были органической частью российского течения славянофильства. Они объединили духовную и светскую интеллигенцию края для культурно-национальной работы, дали ей сильнейший импульс и направление, остановив мадьяризацию края. В конце XIX века начался переход в православие среди русинских греко-католиков в США — это движение возглавил священник Алексий Товт.